# 아이딘 레이스
아이딘 레이스(Aydın Reis: ? - 1535년)는 16세기 오스만 제국의 레이스(수사제독)이다.
오늘날의 튀르키예 카라만주 출신이다. 15세기 말엽에 바예지드 2세 치세 당시 가장 중요한 해군 고관이었던 케말 멜이스의 부하 함장이었다. 1511년 케말이 죽은 뒤 이집트로 가서 맘루크들 밑에서 일했다. 이후 서북아프리카 바르바리 해안으로 가서, 거기에 반독립적인 해적왕국을 세운 오루츠 레이스의 함대에 합류했다. 1516년 알제 정복에도 일익을 담당했다. 1518년 오루츠가 죽고 동생 하이레딘 레이스가 오스만 술탄 셀림 1세에게 칭신하면서 아이딘도 자동적으로 오스만 군적으로 돌아가게 되었다.
16세기 초 오스만 제국에게 있어 가장 중요한 국가적 프로젝트는 에스파냐의 레콩키스타로 상실한 알안달루스 지역의 무슬림과 유대인들을 탈출시키고 다른 데 재정착시키는 것이었다. 아이딘 레이스는 이 프로젝트에 참여했고, 1529년 살리흐 레이스와 함께 발렌시아의 올리바항에서 무슬림들을 싣고 오스만령으로 출발했다. 에스파냐 함대가 쫓아오자 아이딘은 난민들을 발레아레스 제도에 내려놓고 포르멘테라섬 근해에서 에스파냐 함대와 맞붙어 그들을 패퇴시키고 에스파냐 제독 로드리고 포르투온도를 전사케 했다(포르멘테라섬 해전). 이 공로로 아이딘은 이스탄불로 소환되어 술레이만 1세에게 치하를 받았다.
하이레딘이 오스만 해군 총제독으로 임명되자 아이딘이 대신해서 알제의 해적함대를 맡게 되었다. 이후 1534년 튀니스 정복에도 참여했고(그 이듬해 에스파냐에게 도로 빼앗긴다), 그 이듬해인 1535년 보네(오늘날의 알제리 안나바)에서 자연사했다.